# Автомузей Volkswagen
AutoMuseum Volkswagen — автомобильный музей, посвящённый истории автомобилей марки Volkswagen в городе Вольфсбург (земля Нижняя Саксония, Германия). Открыт 25 апреля 1985 года.
Это один из двух музеев Volkswagen в Вольфсбурге; другой посвящён производственному процессу автомобилей различных брендов концерна Volkswagen и называется Autostadt.
Музей расположен в здании бывшей текстильной фабрики рядом с производственными корпусами Volkswagen.